# ستاروسل
ستاروسل (به بلغاری: Starosel) یک منطقهٔ مسکونی در بلغارستان است که در استان پلوودیو واقع شده‌است.
 ستاروسل ۱۲۷٫۰۶۹ کیلومتر مربع مساحت و ۱٬۰۵۰ نفر جمعیت دارد و ۳۳۵ متر بالاتر از سطح دریا واقع شده‌است.